# Antonín Štourač
Antonín Štourač (5. června 1888 Pivonice – 10. srpna 1944 Vratislav) byl československý politik a meziválečný poslanec Národního shromáždění za Komunistickou stranu Československa. Za druhé světové války člen odboje, popraven nacisty.

## Biografie
Narodil se jako nejmladší z pěti dětí Františka a Anežky Štouračových. Otec byl malozemědělcem a tkalcem. Antonín Štourač se vyučil tkalcem a tesařem. Za první světové války nastoupil do armády, ale již v prvních dnech přeběhl do ruského zajetí. Po ruské revoluci vstoupil do Rudé armády a stal se politickým komisařem.
Podle údajů k roku 1932 byl profesí malorolníkem v Pivonicích. Působil jako tajemník krajského sekretariátu KSČ v Olomouci. Zastával funkce ve Svazu domkařů a malorolníků. Od roku 1927 byl starostou (v rodných Pivonicích) za Komunistickou stranu Československa, byl taky okresním důvěrníkem KSČ na Bystřičsku a členem Krajského výboru KSČ v Brně.
Po parlamentních volbách v roce 1929 získal poslanecké křeslo v Národním shromáždění. Mandát ale nabyl až dodatečně v roce 1932 jako náhradník poté, co rozhodnutím volebního soudu pozbyl poslanecké křeslo Josef Barša.
Byl členem zemského vedení KSČ. Byl popraven nacisty pro účast v odboji. Roku 1943 ho zatklo gestapo. Scházel se s odbojáři na stezce vedoucí z Nedvědice na hrad Zubštejn. Zatčen byl ve Víru při rozšiřování ilegálních letáků. Byl vězněn v Jihlavě, v Kounicových kolejích v Brně a pak popraven ve slezské Vratislavi.
V 70. letech 20. století byla jeho památka připomínána na veřejných shromážděních u pomníku odbojářů pod hradem Zubštejnem u rodných Pivonic.